# Astonishing Panorama of the Endtimes
«Astonishing Panorama of the Endtimes» (с англ. — «Удивительная панорама последних времён») — песня американской рок-группы Marilyn Manson, впервые прозвучавшая во втором сезоне мультсериала MTV «Звёздные бои насмерть». В ноябре 1999 года песня была выпущена промосинглом с альбома-саундтрека названного сериала и бонусным студийным треком на концертном альбоме The Last Tour on Earth. В 2001 году песня номинировалась на «Грэмми» в категории «Лучшее метал-исполнение».

## Список композиций
Композиция вышла отдельным EP, а также встречается на сборнике The Last Tour on Earth и альбоме-саундтреке Celebrity Deathmatch.
1. «Astonishing Panorama of the Endtimes» (Clean Edit) (a.k.a. Kill Your God) — 3:31
2. «Astonishing Panorama of the Endtimes» (Original Version) — 3:59

## История
Персонаж Мэрилина Мэнсона ранее принимал участие в шоу «Celebrity Deathmatch» в качестве приглашённой звезды. Канал MTV попросил написать песню об этом шоу. Мэнсон написал песню о всеобщей одержимости общества насилием и о том, как телевидение влияет на это.
Стилистически композиция похожа на классическую песню группы Ministry «Burning Inside» с альбома The Mind Is a Terrible Thing to Taste.

## Видеоклип
Режиссёр клипа Эрик Фогель (Eric Fogel). Видео представляет собой пластилиновый мультфильм в стилистике шоу Celebrity Deathmatch. В нём Мэрилин Мэнсон изображен в образе героя шоу, а все участники группы копируют свои реальные сценические образы. Все действие происходит на арене шоу. Первая часть видео была использована в заключительном эпизоде второго сезона «Звёздных боёв», в части, посвященной бою Мэнсона с Рики Мартином.